# Olpium pallipes
Espèce
Synonymes
- Obisium pallipes Lucas, 1849

Olpium pallipes est une espèce de pseudoscorpions de la famille des Olpiidae.

## Distribution
Cette espèce se rencontre :
- au Cap-Vert, au Maroc, en Algérie, en Tunisie, en Libye, en Égypte ;
- en Israël, en Syrie, en Ouzbékistan, au Turkménistan ;
- en Grèce, en Bulgarie, en Bosnie-Herzégovine, en Croatie, en Italie, à Malte, en France, en Espagne et au Portugal.

## Liste des sous-espèces
Selon Pseudoscorpions of the World (version 3.0) :
- Olpium pallipes balcanicum Beier, 1931
- Olpium pallipes pallipes (Lucas, 1849)

## Systématique et taxinomie
Cette espèce a été décrite sous le protonyme Obisium pallipes par Lucas en 1849. Elle est placée dans le genre Olpium par Simon en 1878. C'est l'espèce type de ce genre.

## Publications originales
- Lucas, 1849 : Histoire naturelle des animaux articulés. Crustacés, Arachnides, Myriapodes et Hexapodes. Exploration scientifique de l’Algérie pendant les années 1840, 1841, 1842. Sciences  physiques.  Zoologie, vol. 1, p. 1-403 (texte intégral).
- Beier, 1931 : Neue Pseudoscorpione der U. O. Neobisiinea. Mitteilung aus dem Zoologischen Museum in Berlin, vol. 17, p. 299-318.